# Ineffabilis Deus

Ангел сповіщоє святій Анні непорочне зачаття Марії (Джотто ді Бондоне)

Ineffabilis Deus (з лат. «Невимовний Бог») — папська булла, видана папою Пієм IX та опублікована 8 грудня 1854 року. Буллою проголошено догмат вселенської церкви про Непорочне зачаття Діви Марії. Свято Непорочного зачаття Діви Марії встановлено у Вселенській церкві раніше — у 1708 році, папою Климентом XI.

## Вступ
У вступі булла вказує на стан людини внаслідок первородного гріха Адама і Єви через обдурення дияволом. Бог хоче виправити цю помилку і у своєму милосерді посилює Слово, що стало тілом — Його сина до людей, що візьме їхні провини і знову їх направить. Для свого народженого Сина Бог вибирав перед усіма часами особливу матір — Марію. Він обдаровує її — яка має народити Йому сина, повнотою благодаті, більше ніж мають ангели і святі. Діва Марія із самого початку не має первородного гріха і є бездоганна та повна чудесної святості. Син, отже, вибирає цю матір і за дією Святого духа вона зачинає і народжує Ісуса.

## Формулювання
|  | Ми заявляємо, проголошуємо і визначаємо, що вчення, яке дотримується того, що Пресвята Діва Марія від першої хвилини Свого зачаття благодаттю й особливим привілеєм Всемогутнього Бога, з огляду на заслуги Ісуса Христа, Спасителя роду людського, була збережена непорочною від усякої плями первородного гріха, є вченням, виявленим в Одкровенні Богом, і тому в це має бути віра твердою і незмінною у всіх віруючих. Якщо хтось, чому Бог хоче запобігти, інакше, як нами вирішено, у серцях насмілюється думати, виголошує сам собі вирок, що він у постраждав руйнуючи віру та відпав від єдності церкви. |